# Charles Kouyos
Charles Kouyos (ur. 10 lutego 1928 w Marsylii, zm. 12 grudnia 1994 w Paryżu) – francuski zapaśnik walczący w stylu wolnym. Dwukrotny olimpijczyk. Brązowy medalista z Londynu 1948 i dziewiętnasty w Helsinkach 1952. Startował w kategorii do 57 kg.
Czwarty na mistrzostwach Europy w 1949 roku.
Szósty na igrzyskach śródziemnomorskich w 1955 roku.

## Letnie Igrzyska Olimpijskie 1948
| Konkurencja      | Rundy eliminacyjne        | Rundy eliminacyjne       | Rundy eliminacyjne      | Rundy eliminacyjne    | Rundy eliminacyjne | Klas. końcowa |
| Konkurencja      | Przeciwnik I              | Przeciwnik II            | Przeciwnik III          | Przeciwnik IV         | Przeciwnik V       | Miejsce       |
| ---------------- | ------------------------- | ------------------------ | ----------------------- | --------------------- | ------------------ | ------------- |
| 57 kg styl wolny | Sad Hafiz Szihata (EGY) Z | Francisco Vicera (PHI) Z | Erkki Johansson (FIN) Z | Gerald Leeman (USA) P | Nasuh Akar (TUR) P | 3.            |

## Letnie Igrzyska Olimpijskie 1952
| Konkurencja      | Rundy eliminacyjne     | Klas. końcowa |
| Konkurencja      | Przeciwnik I           | Miejsce       |
| ---------------- | ---------------------- | ------------- |
| 57 kg styl wolny | Edvin Vesterby (SWE) P | 19.           |